# Zhou Xiaolan
Zhou Xiaolan, född 9 oktober 1957, är en kinesisk före detta volleybollspelare. Hon blev olympisk guldmedaljör i volleyboll vid sommarspelen 1984 i Los Angeles.